# Stigmatopteris longicaudata
Stigmatopteris longicaudata är en träjonväxtart som först beskrevs av Frederik Michael Liebmann, och fick sitt nu gällande namn av Carl Frederik Albert Christensen. Stigmatopteris longicaudata ingår i släktet Stigmatopteris och familjen Dryopteridaceae. Inga underarter finns listade.